# Episodi di Uchu kyodai - Fratelli nello spazio

Logo della serie

Questa è la lista degli episodi dell'anime Uchu kyodai - Fratelli nello spazio.
La serie, prodotta da A-1 Pictures, si compone di 99 episodi, trasmessi dal 1º aprile 2012 al 22 marzo 2014 su NNS.

## Lista episodi
| Nº | Giapponese 「Kanji」 - Rōmaji                                                 | In onda           | In onda |
| Nº | Giapponese 「Kanji」 - Rōmaji                                                 | Giapponese        |         |
| 1  | 「弟ヒビトと兄ムッタ」 - Otōto Hibito to Ani Mutta                            | 1º aprile 2012    |         |
| 2  | 「俺の金ピカ」 - Ore no Kin Pika                                              | 8 aprile 2012     |         |
| 3  | 「有利な男と走る女医」 - Yūri na Otoko to Hashiru Joi                         | 15 aprile 2012    |         |
| 4  | 「日々人の隣」 - Hibito no Tonari                                             | 22 aprile 2012    |         |
| 5  | 「足りない日々」 - Tarinai Hibi                                               | 29 aprile 2012    |         |
| 6  | 「頭にまつわるエトセトラ」 - Atama ni Matsuwaru Etosetora                     | 6 maggio 2012     |         |
| 7  | 「拝啓日々人」 - Haikei Hibito                                                | 13 maggio 2012    |         |
| 8  | 「白煙天国」 - Hakuen Tengoku                                                 | 20 maggio 2012    |         |
| 9  | 「それぞれの覚悟」 - Sorezore no Kakugo                                       | 27 maggio 2012    |         |
| 10 | 「バスバス走る」 - Basu Basu Hashiru                                          | 3 giugno 2012     |         |
| 11 | 「閉じ込められたライバル達」 - Tojikomerareta Raibaru-tachi                   | 10 giugno 2012    |         |
| 12 | 「わたしの名前は伊東せりかです」 - Watashi no Namae wa Itō Serika desu        | 17 giugno 2012    |         |
| 13 | 「3次元アリ」 - San Jigen Ari                                                 | 24 giugno 2012    |         |
| 14 | 「壊れたメガネと足の裏」 - Kowareta Megane to Ashi no Ura                     | 1º luglio 2012    |         |
| 15 | 「宇宙の話をしよう」 - Uchū no Hanashi wo Shiyō                               | 8 luglio 2012     |         |
| 16 | 「アラームアリ時計ナシ」 - Arāmu Ari Tokei Nashi                              | 15 luglio 2012    |         |
| 17 | 「犯人はこの中にいる」 - Hannin wa Kono Naka ni Iru                           | 22 luglio 2012    |         |
| 18 | 「カペ! けんじ!」 - Ka-pe! Kenji!                                             | 29 luglio 2012    |         |
| 19 | 「さらばの前の日」 - Saraba no Mae no Hi                                      | 5 agosto 2012     |         |
| 20 | 「一番酷い仕打ち」 - Ichiban Hidoi Shiuchi                                    | 12 agosto 2012    |         |
| 21 | 「久しぶりの空」 - Hisashiburi no Sora                                        | 19 agosto 2012    |         |
| 22 | 「夢の途中」 - Yume no Tochū                                                  | 2 settembre 2012  |         |
| 23 | 「親父と息子とムッタクロース」 - Oyaji to Musuko to Mutta-Kurōsu              | 9 settembre 2012  |         |
| 24 | 「最悪の審査員」 - Saiaku no Shinsain                                         | 16 settembre 2012 |         |
| 25 | 「マッハの弟 筋トレ兄」 - Mahha no Otōto Kintore Ani                          | 23 settembre 2012 |         |
| 26 | 「痛みを伴う面接」 - Itami wo Tomonau Mensetsu                                | 30 settembre 2012 |         |
| 27 | 「一つの質問」 - Hitotsu no Shitsumon                                         | 7 ottobre 2012    |         |
| 28 | 「ドーハのきせき」 - Dōha no Kiseki                                           | 14 ottobre 2012   |         |
| 29 | 「打ち上げ前夜」 - Uchiage Zen-ya                                             | 21 ottobre 2012   |         |
| 30 | 「犬とじじいとアレクサンダー」 - Inu to Jijī to Arekusandā                    | 28 ottobre 2012   |         |
| 31 | 「ロケットロード」 - Roketto Rōdo                                             | 4 novembre 2012   |         |
| 32 | 「入ってはいけない場所」 - Haitte wa Ikenai Basho                             | 11 novembre 2012  |         |
| 33 | 「月のウサギ」 - Tsuki no Usagi                                               | 18 novembre 2012  |         |
| 34 | 「月夜の晩にパグとハグ」 - Tsukiyo no Ban ni Pagu to Hagu                     | 25 novembre 2012  |         |
| 35 | 「だだっ広い施設のほんの一角から」 - Dadappiroi Shisetsu no Honno Ikkaku kara | 2 dicembre 2012   |         |
| 36 | 「踊る宇宙飛行士」 - Odoru Uchūhikōshi                                        | 9 dicembre 2012   |         |
| 37 | 「公園におっさん2人」 - Kōen ni Ossan Futari                                  | 16 dicembre 2012  |         |
| 38 | 「11件目のメール」 - Jūikkenme no Mēru                                        | 23 dicembre 2012  |         |
| 39 | 「月の錯覚」 - Tsuki no Sakkaku                                               | 6 gennaio 2013    |         |
| 40 | 「天国で地獄」 - Tengoku de Jigoku                                            | 13 gennaio 2013   |         |
| 41 | 「あと80分の命」 - Ato Hachijuppun no Inochi                                  | 20 gennaio 2013   |         |
| 42 | 「日々人の選択」 - Hibito no Sentaku                                          | 27 gennaio 2013   |         |
| 43 | 「ブライアン」 - Buraian                                                      | 3 febbraio 2013   |         |
| 44 | 「3人の宇宙飛行士」 - Sannin no Uchūhikōshi                                   | 10 febbraio 2013  |         |
| 45 | 「5人の青レンジャー」 - Gonnin no Ao Renjā                                    | 17 febbraio 2013  |         |
| 46 | 「せっかちやろうナンバーワン」 - Sekkachi Yarō Nanbā Wan                      | 24 febbraio 2013  |         |
| 47 | 「最初の約束」 - Saisho no Yakusoku                                           | 3 marzo 2013      |         |
| 48 | 「心にいつも万歩計を」 - Kokoro ni Itsumo Manpokei wo                         | 10 marzo 2013     |         |
| 49 | 「リーダー新田」 - Rīdā Nitta                                                 | 17 marzo 2013     |         |
| 50 | 「ニッタとムッタ」 - Nitta to Mutta                                           | 24 marzo 2013     |         |
| 51 | 「生きた石コロ」 - Ikita Isshi Koro                                           | 31 marzo 2013     |         |
| 52 | 「兄とは常に」 - Anito wa Tsuneni                                             | 6 aprile 2013     |         |
| 53 | 「生きて二人で月に立とう」 - Ikite Futari de Tsuki ni Tatō                    | 13 aprile 2013    |         |
| 54 | 「俺には運がある」 - Ore ni wa Un ga Aru?                                     | 20 aprile 2013    |         |
| 55 | 「遠すぎるゴール」 - Tōsugiru Gōru                                            | 27 aprile 2013    |         |
| 56 | 「酒の約束」 - Sake no Yakusoku                                               | 4 maggio 2013     |         |
| 57 | 「技術者のスイッチ」 - Gijutsusha no Suicchi                                  | 11 maggio 2013    |         |
| 58 | 「本気の失敗」 - Honki no shippai                                             | 18 maggio 2013    |         |
| 59 | 「誓いのサイン」 - Chikai no sain                                             | 25 maggio 2013    |         |
| 60 | 「海人と宇宙人」 - Umin-chu to uchūjin                                        | 1º giugno 2013    |         |
| 61 | 「日々人を待つ人々」 - Hibito wo matsu hitobito                               | 8 giugno 2013     |         |
| 62 | 「遥か遠くを望む人」 - Haruka tōku wo nozomu hito                             | 15 giugno 2013    |         |
| 63 | 「若き日のドキドキ」 - Wakaki hi no dokidoki                                  | 22 giugno 2013    |         |
| 64 | 「一切れのケーキ」 - Hitokire no kēki                                         | 29 giugno 2013    |         |
| 65 | 「車イスのパイロット」 - Kuruma isu no pairotto                               | 13 luglio 2013    |         |
| 66 | 「二つのノート」 - "Futatsu no nōto                                           | 20 luglio 2013    |         |
| 67 | 「デニール化」 - Denīru-ka                                                    | 27 luglio 2013    |         |
| 68 | 「二つの鍵盤」 - Futatsu no kenban                                            | 3 agosto 2013     |         |
| 69 | 「日々人に並ぶ」 - Hibito ni narabu                                           | 10 agosto 2013    |         |
| 70 | 「諦めのような覚悟」 - "Akirame no yō na kakugo                               | 17 agosto 2013    |         |
| 71 | 「リハーサル」 - Rihāsaru                                                     | 31 agosto 2013    |         |
| 72 | 「日々人の障害」 - Hibito no shōgai                                           | 7 settembre 2013  |         |
| 73 | 「道なき月に道を」 - Michi naki tsuki ni michi o                              | 14 settembre 2013 |         |
| 74 | 「魔法の裏技」 - Mahō no urawaza                                              | 21 settembre 2013 |         |
| 75 | 「わたしの両手」 - Watashi no ryōte                                           | 28 settembre 2013 |         |
| 76 | 「オリガ」 - Origa                                                            | 5 ottobre 2013    |         |
| 77 | 「宇宙飛行士の娘」 - Uchū hikōshi no musume                                   | 12 ottobre 2013   |         |
| 78 | 「時間切れ」 - Jikangire                                                      | 19 ottobre 2013   |         |
| 79 | 「オリガとヒビトとガガーリン」 - Origa to Hibito to Gagārin                   | 26 ottobre 2013   |         |
| 80 | 「秘密」 - Himitsu                                                            | 2 novembre 2013   |         |
| 81 | 「一番の敵」 - Ichiban no teki                                                | 9 novembre 2013   |         |
| 82 | 「宇宙家族」 - Uchū kazoku                                                    | 16 novembre 2013  |         |
| 83 | 「俺とケンジ」 - Ore to Kenji                                                 | 23 novembre 2013  |         |
| 84 | 「スーパンダマン」 - Sūpandaman                                               | 30 novembre 2013  |         |
| 85 | 「月面にいた」 - Getsumen ni ita                                              | 7 dicembre 2013   |         |
| 86 | 「明日のために」 - Ashita no tame ni                                          | 14 dicembre 2013  |         |
| 87 | 「自分の場所へ」 - Jibun no basho e                                           | 21 dicembre 2013  |         |
| 88 | 「プリティ・ドッグ」 - Puriti doggu                                           | 4 gennaio 2014    |         |
| 89 | 「最後の言葉」 - Saigo no kotoba                                              | 11 gennaio 2014   |         |
| 90 | 「小っちゃいメモとでっかいお守り」 - Chitchai memo to dekkai o mamori         | 18 gennaio 2014   |         |
| 91 | 「ヒビトの救い方」 - Hibito no sukuikata                                      | 25 gennaio 2014   |         |
| 92 | 「孤独な彼ら」 - Kodoku na karera                                             | 1º febbraio 2014  |         |
| 93 | 「心の片隅に」 - Kokoro no katasumi ni                                        | 8 febbraio 2014   |         |
| 94 | 「ワクワクチームワーク」 - Waku waku chīmuwāku                                | 15 febbraio 2014  |         |
| 95 | 「俺らの将来」 - Orera no shōrai                                              | 22 febbraio 2014  |         |
| 96 | 「宇宙飛行士であり父であり」 - Uchū hikōshi de ari chichi de ari              | 1º marzo 2014     |         |
| 97 | 「消えないんだ」 - Kienainda                                                  | 8 marzo 2014      |         |
| 98 | 「最強の宇宙飛行士」 - Saikyō no uchū hikōshi                                 | 15 marzo 2014     |         |
| 99 | 「人生可変、約束不変」 - Jinsei kahen, yakusoku fuhen                         | 22 marzo 2014     |         |

## Home video

### Giappone
Gli episodi di Uchu kyodai - Fratelli nello spazio sono stati pubblicati per il mercato home video nipponico in edizione DVD dal 26 settembre 2012 al 25 marzo 2015.
| N° | Data              | Episodi | Fonte |
| -- | ----------------- | ------- | ----- |
| 1  | 26 settembre 2012 | 1-3     | [ 2 ] |
| 2  | 24 ottobre 2012   | 4-6     | [ 2 ] |
| 3  | 21 novembre 2012  | 7-9     | [ 2 ] |
| 4  | 26 dicembre 2012  | 10-13   | [ 2 ] |
| 5  | 23 gennaio 2013   | 14-16   | [ 2 ] |
| 6  | 27 febbraio 2013  | 17-19   | [ 2 ] |
| 7  | 27 marzo 2013     | 20-22   | [ 2 ] |
| 8  | 24 aprile 2013    | 23-26   | [ 2 ] |
| 9  | 22 maggio 2013    | 27-29   | [ 2 ] |
| 10 | 26 giugno 2013    | 30-32   | [ 2 ] |
| 11 | 24 luglio 2013    | 33-35   | [ 2 ] |
| 12 | 21 agosto 2013    | 36-38   | [ 2 ] |
| 13 | 25 settembre 2013 | 39-41   | [ 2 ] |
| 14 | 23 ottobre 2013   | 42-44   | [ 2 ] |
| 15 | 27 novembre 2013  | 45-47   | [ 2 ] |
| 16 | 25 dicembre 2013  | 48-51   | [ 2 ] |
| 17 | 22 gennaio 2014   | 52-54   | [ 2 ] |
| 18 | 26 febbraio 2014  | 55-57   | [ 2 ] |
| 19 | 26 marzo 2014     | 58-60   | [ 2 ] |
| 20 | 23 aprile 2014    | 61-64   | [ 2 ] |
| 21 | 28 maggio 2014    | 65-67   | [ 2 ] |
| 22 | 25 giugno 2014    | 68-71   | [ 2 ] |
| 23 | 23 luglio 2014    | 72-75   | [ 2 ] |
| 24 | 27 agosto 2014    | 76-78   | [ 2 ] |
| 25 | 24 settembre 2014 | 79-81   | [ 2 ] |
| 26 | 22 ottobre 2014   | 82-84   | [ 2 ] |
| 27 | 26 novembre 2014  | 85-87   | [ 2 ] |
| 28 | 24 dicembre 2014  | 88-90   | [ 2 ] |
| 29 | 28 gennaio 2015   | 91-93   | [ 2 ] |
| 30 | 25 febbraio 2015  | 94-96   | <     |
| 31 | 25 marzo 2015     | 97-99   | [ 2 ] |